# Gert Portael
Gert Portael (Beerse, 7 januari 1961) is een Vlaamse actrice, bekend van Iedereen beroemd! (2000), La maison du canal (2003) en Suspect (2005).
Portael studeerde in 1983 af aan de Studio Herman Teirlinck.
In 1984 speelde ze een sterke rol in De getemde feeks van William Shakespeare geregisseerd door Dirk Tanghe. Het stuk werd twee seizoenen verlengd en ging op tournee. In de jaren negentig was ze verbonden aan de Toneelgroep Ceremonia van Eric Devolder. Ze speelde er in regie van o.a. Johan Dehollander en Arne Sierens. In 1994 kreeg ze een nominatie voor een Colombina voor haar rol in Nora van Henrik Ibsen, in regie van Dirk Tanghe.
Gert Portael speelde in langspeelfilms van Dominique Deruddere, met name Hombres Complicados en Iedereen beroemd!, in Koko Flanel en Daens van Stijn Coninx. Zij vertolkte de moeder in La Maison du Canal van Alain Berliner en speelde Sam in Elektra van Rudolf Mestdagh. Daarnaast had ze rollen in meerdere televisieseries.
Sinds 2003 is ze ook een docent op de kleinkunstafdeling van het Herman Teirlinck Instituut, nu deel van de Antwerpse AP.

## Filmografie
- Assisen (2023) - Wetsdokter Fiorentino
- Terug naar Zotteken Waes (2020) Louise
- Zie mij graag (2020) - Maria Verkest
- Gina & Chantal (2019) - bankbediende
- Over water (2018, 2020) - Daisy
- Wij (2018) - Mevrouw Van Langendonck
- Gent-West (2018) – directrice Marleen De Sutter
- De zonen van Van As (2018) - poetsvrouw
- Kafka (2017) - verschillende rollen
- Tytgat Chocolat (2017) - moeder van Cedric
- Callboys (2016) – Simonne
- Thuis (2016) - Marina
- In Rode Dromen (2013) – Moeder
- Met man en macht (2013) – Verpleegster
- Aspe (2004-2012) – Imelda Muyters / Thérèse Minne
- Witse (2004-2010) – Anita Robbrechts / Frieda Rondelez
- Duts (2010) – Kassierster
- Code 37 (2009) – Lea
- Point off U (2007) – Moeder
- I.V.F. (2007) – Professor
- Man zkt Vrouw (2007) – Simone
- Flikken (1999-2007) – Linda De Jongh
- Het ruikt hier naar stront (2006) – Moeder
- Zonder jou (2006) – Marleen
- Suspect (2005) – Politiecommissaris
- Bedankt voor de zalm (2005)
- Elektra (2004) – Sam
- Rupel (2004)
- A Piece of Cake (2003) – Madame
- La maison du canal (2003) – Jeanne
- Chris & Co (2001)
- Olivetti 82 (2001) – Louise
- Recht op Recht (2000-2001) – Karin Kreus / Ingrid Schnell
- Miss Maria (2000)
- Lijmen/Het Been (2000) – Vrouw met banaan
- Iedereen beroemd! (2000) – Chantal Vereecken
- Brussel Nieuwsstraat (2000)
- Het Peulengaleis (1999)
- Shades (1999) – Night Porter
- De Bal (1999)
- Heterdaad (1999) – Viviane Stockmans
- Hombres Complicados (1997) – Moeder Declercq
- Oktobernacht (1997)
- De liegende doos (1995)
- De vliegende doos (1995)
- Kulderzipken (1995) – Zuster Roger
- Gele verf (1994)
- Niet voor publikatie (1994) – Echte Myriam Van Hecke
- Het contract (1992)
- Daens (1992) – Zulma
- De getemde feeks (1991) – Katharina